# Copris subpunctatus
Copris subpunctatus är en skalbaggsart som beskrevs av Gillet 1910. Copris subpunctatus ingår i släktet Copris och familjen bladhorningar. Inga underarter finns listade i Catalogue of Life.